# 林安彬
林安彬（1940年3月—），男，回族，广东崖县（今海南三亚）人，中华人民共和国政治人物，曾任海南省政协副主席。